# Gerhard von Vianden
Gerhard von Vianden (* 12. Jahrhundert; † 1212) war der jüngste Sohn des Grafen Friedrich I. von Vianden. Von 1184 bis 1212 war er Abt von Prüm und ab 1192 auch Abt der Zwillings-Abteien Stavelot-Malmedy.

## Leben
Im Jahre 1187 trat Gerhard in Kontakt mit Eriebald, Abt von Stavelot-Malmedy, um die Brüderschaft zwischen den Abteien Prüm und Stavelot-Malmedy zu erneuern. Als Eriebald dann 1192 von seinem Amt abdankte, wurde Gerhard auch zum Abt dieser Klöster gewählt.
1190 gründet Gerhard von Vianden mit seiner Schwester Adelheid Gräfin von Molbach das Benediktiner-Frauenkloster Niederprüm auf Ländereien, die ursprünglich zur Grafschaft Vianden und Abtei von Prüm gehörten. Weitere Mitglieder der Viandener Grafenfamilie, darunter Elisabeth Gräfin von Salm und Alveranda Gräfin von Molbach, schenkten in den folgenden Jahren Land an das Niederprümer Kloster. Gerhard selbst wurde Vogt von Niederprüm.
Gerhard konsolidierte auch während seiner Amtsperiode das Territorium der Abtei Prüm, indem er Ländereien mit seinem Neffen Graf Friedrich III. von Vianden im beiderseitigen Interesse austauschte. So kamen die Vogteirechte für Prüm und seine direkte Umgegend in etwa dem alten Carosgau gleich an die Abtei. Im Gegenzug erhielt Vianden als Lehen die Herrschaften und Burgen Dasburg und Schönecken, die Höfe Mettendorf, Manderscheid und Oberweis in der Herrschaft Neuerburg sowie Patronatsrechte über sieben Kirchen, darunter die von Bastogne. Von diesem Tausch war die Vogtei Schönecken nicht betroffen, die weiterhin unter Viandener Herrschaft blieb.
Nach der Doppelwahl im Jahr 1198 ergriff Gerhard Partei für Otto IV. von Braunschweig, wechselte aber wohl nach 1205 die Lager und unterstützte fortan wie sein Neffe Friedrich III. die Staufer.
In Luxemburg ist Gerhard vor allem bekannt als Gerhard von Clerf, da er als Bauer der Clerfer Burg und somit auch als Gründer der Herrschaft Clerf gilt (die als Lehen der Grafschaft Vianden unterstand). In dieser Funktion trug Gerhard als erster den Titel „Comes de Claravalle“.